# Шамассовка
Шамассовка — посёлок в Асекеевском районе Оренбургской области России. Входит в состав Старомукменевского сельсовета.

## География
Посёлок находится в северо-западной части Оренбургской области, в пределах Восточно-Европейской равнины, в Заволжско-Предуральской лесостепной провинции, на левом берегу реки Большая Зерикла, на расстоянии примерно 17 километров (по прямой) к востоку от села Асекеево, административного центра района. Абсолютная высота — 146 метров над уровнем моря.
Климат
Климат характеризуется как континентальный с морозной зимой и жарким летом. Среднегодовая температура составляет 2,5 °C. Средняя температура воздуха самого тёплого месяца (июля) — 19 — 22 °C (абсолютный максимум — 40 °C); самого холодного (января) — −17 — −14 °C (абсолютный минимум — −45 °C). Среднегодовое количество атмосферных осадков составляет 420 мм. Снежный покров держится в среднем около 150 дней в году.
Часовой пояс
Посёлок Шамассовка, как и вся Оренбургская область, находится в часовой зоне МСК+2. Смещение применяемого времени относительно UTC составляет +5:00.

## Население
| 2010 |
| ---- |
| 93   |

Гендерный состав
По данным Всероссийской переписи населения 2010 года в гендерной структуре населения мужчины составляли 57 %, женщины — соответственно 43 %.
Национальный состав
Согласно результатам переписи 2002 года, в национальной структуре населения татары составляли 93 % из 122 чел.